# Basler Messeturm
Il Basler Messeturm è un grattacielo situato a Basilea, il terzo più alto della città svizzera.
L'edificio ha superato il Sulzer-Hochhaus come l'edificio più alto della Svizzera nel 2003. Nel 2011 è stato superato dalla Prime Tower di Zurigo.